# Ariadna Tudel Cuberes
Ariadna Tudel Cuberes (* 17. November 1978) aus Escaldes-Engordany ist eine andorranische Skibergsteigerin.
Tudel begann 2004 mit dem Skibergsteigen und nahm mit der Teilnahme an der Nocturna Pas de la Casa 2005 erstmals an einem Wettkampf in der Sportart teil.

## Erfolge
- 2006: 4. Platz bei der Nocturna Pas de la Casa

- 2007: 10. Platz bei der Europameisterschaft Skibergsteigen Team mit Neus Tort Gendrau

- 2008:
  - 7. Platz bei der Weltmeisterschaft Vertical Race
  - 8. Platz bei der Weltmeisterschaft Skibergsteigen Einzel